# Montserrat Barta i Prats
Montserrat Barta i Prats (Barcelona, 24 de setembre de 1906 o 1907 - 17 de març de 1988) va ser una dibuixant i il·lustradora barcelonina molt prolífica als anys cinquanta i seixanta, coneguda pels seus retrats de ballarines i pels temes infantils.

## Biografia
Es va formar a l'Escola de Belles Arts de Barcelona i, encara molt jove, va participar, amb els seus germans Mercè i Josep, a l’Exposició d’Art de Barcelona que organitzava la Junta Municipal d’Exposicions al Palau de Belles Arts. Hi va presentar un dibuix a la ploma titulat Aurora pàlida. No se’n tenen més informacions fins a la tardor de 1938, quan va prendre part en l'exposició de dibuix i gravat que es va fer al Casal de Cultura de Barcelona.
Als anys trenta Montserrat Barta es relacionava amb els cercles revolucionaris de Barcelona, on va conèixer el pintor anarquista madrileny Gumersindo Sainz Morales de Castilla, amb qui es va casar. L'any 1939 es van exiliar a França i un any més tard van tornar a Barcelona.
Durant la postguerra, va tornar a exposar a la seva ciutat natal. El 1942 ho feia individualment (sembla que per primer cop) a les Galerías Costa i en una exposició col·lectiva a la Galeria Atenea. L’any següent va mostrar la seva obra a les Galerías Augusta de l'avinguda Diagonal, que seria la seva sala de capçalera, i a finals d’any va exposar estampes de Nadal a la Sala Rovira. El desembre de 1944 va participar en el Gran certamen artístico de pintura y escultura que es va fer a les Galeries Laietanes i el novembre de 1948 exposava a la Sala Argos.
Als anys cinquanta va exposar sobretot a les Galerías Augusta, com el desembre de 1951 i el gener de 1953. L’any 1957 hi va exposar novament en dues ocasions: a la primavera ho va fer individualment, mostrant diversos pastels amb retrats infantils, ballarines temes religiosos i gitanes, i a l’octubre ho va fer conjuntament amb el seu marit. L’any següent hi va seguir mostrant les seves escenes de ballet, així com retrats i altres temes. El maig i juny de 1959 hi va exhibir de nou ballarines, soles i en grup, així com temes religiosos i retrats, entre d'altres, en oli, aquarel·la i pastel. L’agost d’aquell mateix any, i altra vegada amb el seu marit, va exposar al palau Maricel de Sitges.
L’any 1960 va ser molt prolífic per a Montserrat Barta. Al març va fer la seva tradicional exposició individual a les Galerías Augusta i poc després va participar en l'exposició inaugural de la sala Mirador, en la qual es va fer un homenatge a Manolo Hugué. En aquesta mostra també hi havia obres dels pintors Emili Grau Sala, Jaume Mercadé, Josep Obiols, Alfred Opisso, Francesc Suñer o Feliu Elias, entre d'altres, així com ceràmiques de Francesc Elias, laques d'Enriqueta Pascual Benigani, litografies de Suzanne Davit, marqueteries de Gaspar Homar i escultures i pintures del mateix Manolo Hugué. Aquell mateix any, al setembre, va prendre part en la segona edició del Festival Internacional de los Artistas que es feia al Club de Mar Sitges. A l’octubre va exposar de nou a les Galerías Augusta temes religiosos, ballarines i escenes de circ, junt amb el seu marit. Als anys seixanta va seguir exposant les seves ballarines, gitanes, maternitats, retrats femenins i infantils i escenes religioses a les sales barcelonines, especialment a les Galerías Españolas la primavera de 1962, a finals de 1963, principis de 1965 i la primavera de 1966. L’octubre de 1968 i 1969 va exposar de nou a les Galerías Augusta, que en aquell moment tenien la seu al passeig de Gràcia. Els anys 1972, 1973 i 1975 va seguir mostrant la seva obra en aquesta sala.
Fora de Barcelona, va exposar a València (a la Sala Ribalta i a les Galerías San Vicente), Donostia, Bilbao i Madrid, entre d'altres. L'any 1972, en el marc del 125 aniversari de la fundació del Gran Teatre del Liceu, l'entitat li va concedir la medalla de plata pels seus mèrits artístics sobre temes de ballet.
Montserrat Barta va morir a Barcelona el 17 de març de 1988.

## Obra
Va treballar sobretot temes infantils i als anys cinquanta i seixanta va ser coneguda també pels seus retrats de ballarines, que la crítica de l’època va elogiar pel seu traç suau, pel cromatisme serè i pel seu caràcter amable. També es va dedicar a la il·lustració, especialment per a contes infantils. El Instituto Nacional de las Artes li va encarregar la il·lustració d’El Quixot i el 1960 va participar en un dels contes de la col·lecció Doce cuentos maravillosos escrits per Fabiola de Mora y Aragón el 1955 i publicats per l'editorial Artigas, fent els dibuixos per al conte La niña de los mitones. També hi van participar Manuel J. Arnalot (Flip), Roser Puig (El príncipe de la montaña blanca) i Francisco Alpresa (El hostal de las tres doncellas). Va treballar per les editorials barcelonines Juventud, Hymsa, Roma o l'esmentada Ediciones Artigas.
Durant anys també va ser la responsable del grafisme d'etiquetes i cartells de la fàbrica de productes de perfumeria i sabons Blancafort, també coneguda amb la marca Blavi, de La Garriga. Igualment, va dibuixar figurins per a la revista El hogar y la moda (1946) i postals per a diferents editorials de Barcelona com Edición Colón-Politipia. Artística Benisi, Ediciones Artigas, Ediciones AA (Archivo de Arte), Ediciones JPD, Ediciones Gramont, Ediciones Ancla o Ancora.

### Il·lustracions
- 1942. La muerte por amor de Mariano José de Larra ("Figaro"), de Joaquín Soler, Ed. Hymsa
- 1943. María Milagros, de José Bruno, Ed. Hymsa.
- 1947. Otra vez Mariali. Novela para niñas, Christian Förster, Ed. Juventud
- 1951. Las zapatillas rojas, de Christian Förster, Ed. Hymsa[40]
- 1952. La golondrina en el espino, Matilde Muñoz. Ed. Hymsa[41]
- 1953. Las muñecas en vacaciones, de Pilar Sepúlveda, Ed. Hymsa[42]
- 1953. El milagro de Fátima, Editorial infantil año Jubilar Mariano 1953-1954[43]
- 1953. Blanca y sus vecinitos, Ed. Roma
- 1954. La pequeña Robinsón, Carmen Martel, Ed. Hymsa[44]
- 1957. Cuatro corazones, Constanza Vick, Ed. Hymsa[45]
- 1959. Manzanita de oro, Ed. Hymsa[46]
- 1960. La niña de los mitones, Fabiola de Mora y Aragón, Ed. Artigas[47]
- 1964. La nena de les mitenes, Fabiola de Mora y Aragón, Ed. Artigas
- Mi primera comunión[48]
- El perrito Lumpi
- Gloria hat es schwer
- Violetas azules
- Violettes bleues
- ¡Qué divertido! Biblioteca Sueños Inocentes, vol. 1, Ed. Roma[49]
- El probecito de la esquina, Biblioteca Sueños Inocentes, vol. 2, Ed. Roma
- La ovejita negra, Biblioteca Sueños Inocentes, vol. 3, Ed. Roma
- El pastel de mantequilla, Biblioteca Sueños Inocentes, vol. 4, Ed. Roma
- ¿Qué haces los lunes?, Biblioteca Sueños Inocentes, vol. 5, Ed. Roma[50]
- Yo ya se rezar, Biblioteca Sueños Inocentes, vol. 6, Ed. Roma
- Historia de un gatito, Biblioteca Sueños Inocentes, vol. 7, Ed. Roma
- El duendecillo, Biblioteca Sueños Inocentes, vol. 9, Ed. Roma
- Las botas nuevas, Biblioteca Sueños Inocentes, vol. 10, Ed. Roma
- El furgón, Biblioteca Sueños Inocentes, vol. 11, Ed. Roma
- El secreto, Biblioteca Sueños Inocentes, vol. 12, Ed. Roma

- 1. La petite classe. Petits enfants, Germana Pujulà Rebours, Ediciones Mon Livre de Français, Imp. Farré[51]
- 2. Les bonnes choses. Petits enfants, Germana Pujulà Rebours, Ediciones Mon Livre de Français, Imp. Farré
- 3. Les enfants dans le parc. Petits enfants, Germana Pujulà Rebours, Ediciones Mon Livre de Français, Imp. Farré
- 4. La fête de Noël. Petits enfants, Germana Pujulà Rebours, Ediciones Mon Livre de Français, Imp. Farré
- 5. La chambre des enfants. Petits enfants, Germana Pujulà Rebours, Ediciones Mon Livre de Français, Imp. Farré
- 6. La mer et la montagne. Petits enfants, Germana Pujulà Rebours, Ediciones Mon Livre de Français, Imp. Farré